# الذئاب (فلم)
الذئاب هو فيلم مصري عرض عام 1983، بطولة فريد شوقي ونور الشريف وبوسي وشويكار وفاروق الفيشاوي وإبراهيم خان، ومن إخراج عادل صادق.

## قصة الفيلم
تدور أحداث الفيلم حول ثلاثة أصدقاء وهم (ناجي) و(مكرم) و(عزت)، يتعرفون على (صابر سليم)؛ رجل الأعمال الثري الذي يعجب بذكاء ناجي ويوظفه عنده، فيوافق ناجي على الرغم من علمه بأن صابر يدير أعمالًا مشبوهة، في حين يشن (مكرم) الصحفي حملة صحفية تهاجم (صابر) ويتهمه في قضية فساد كبيرة، يشهد فيها ضده السائق (عزت) فيقتله (صابر)، يستيقظ ضمير (ناجي) ويحاول مساعدة (هند) شقيقة (عزت) على كشف القاتل.

## طاقم التمثيل
- فريد شوقي: (صابر سليم)
- نور الشريف: (ناجي عبد الدايم)
- بوسي: (هند الشهاوي)
- شويكار: (سوسن - زوجة صابر)
- فاروق الفيشاوي: (مكرم صادق)
- إبراهيم خان: (أمين عبد الدايم)
- ميمي جمال: (رجاء - زوجة الملواني)
- علي الشريف: (سيد السلاموني)
- حسين الشربيني: (زكي الدالي)
- صلاح نظمي: (الملواني)
- محمد خيري: (أحمد الماحي)
- طارق النهري: (عزت الشهاوي)
- ميمي شكيب: (حكمت هانم - زوجة الماحي)
- أحمد ماهر: (ضابط شرطة)
- عبد الحميد أنيس: (وكيل النيابة)
- المنتصر بالله: (المعلم حسيب)
- هانم محمد: (والدة مكرم)
- حافظ أمين: (الشهاوي)
- عبد الغني ناصر: (المحامي)
- محمود نصير: (الشيخ عيد)
- علي قاعود: (جاد الله)
- سهير زكي: (راقصة)
- سوسو مصطفى: (راقصة)
- سمير رستم: (أمير - الصحفي)
- سعيد رضوان
- عمران بحر
- محمد أبو حشيش
- مطاوع عويس: (العزبي)
- حسين الشريف: (ثروت)
- الطوخي توفيق

## فريق العمل
- إخراج: عادل صادق
- تأليف: يسري الجندي
- مدير التصوير: إبراهيم صالح
- مونتاج: صلاح عبد الرازق
- موسيقى تصويرية: جمال سلامة
- إنتاج: أفلام جمال التابعي
- توزيع: أفلام جمال التابعي